# Коулун-Кантонская железная дорога
Коулун-Кантонская железная дорога (англ. Kowloon-Canton Railway (KCR), кит. 九廣鐵路) — бывшая железная дорога в Гонконге. До слияния состояла из трёх наземных линий внутригородских электропоездов и сети легкорельсового транспорта. Со 2 декабря 2007 года находится в концессионной аренде у MTR Corporation и фактически является составной частью Гонконгского метрополитена. Владельцем линий по-прежнему остаётся Kowloon-Canton Railway Corporation.
Название системы — дань прошлому, когда железнодорожная линия соединяла Коулун (Цзюлун) и Кантон (Гуанчжоу) до Японо-китайской и Второй мировой войн и её разделения на китайскую (линия Гуанчжоу−Шэньчжэнь) и гонконгскую (Восточная линия).

## История

### Проектирование

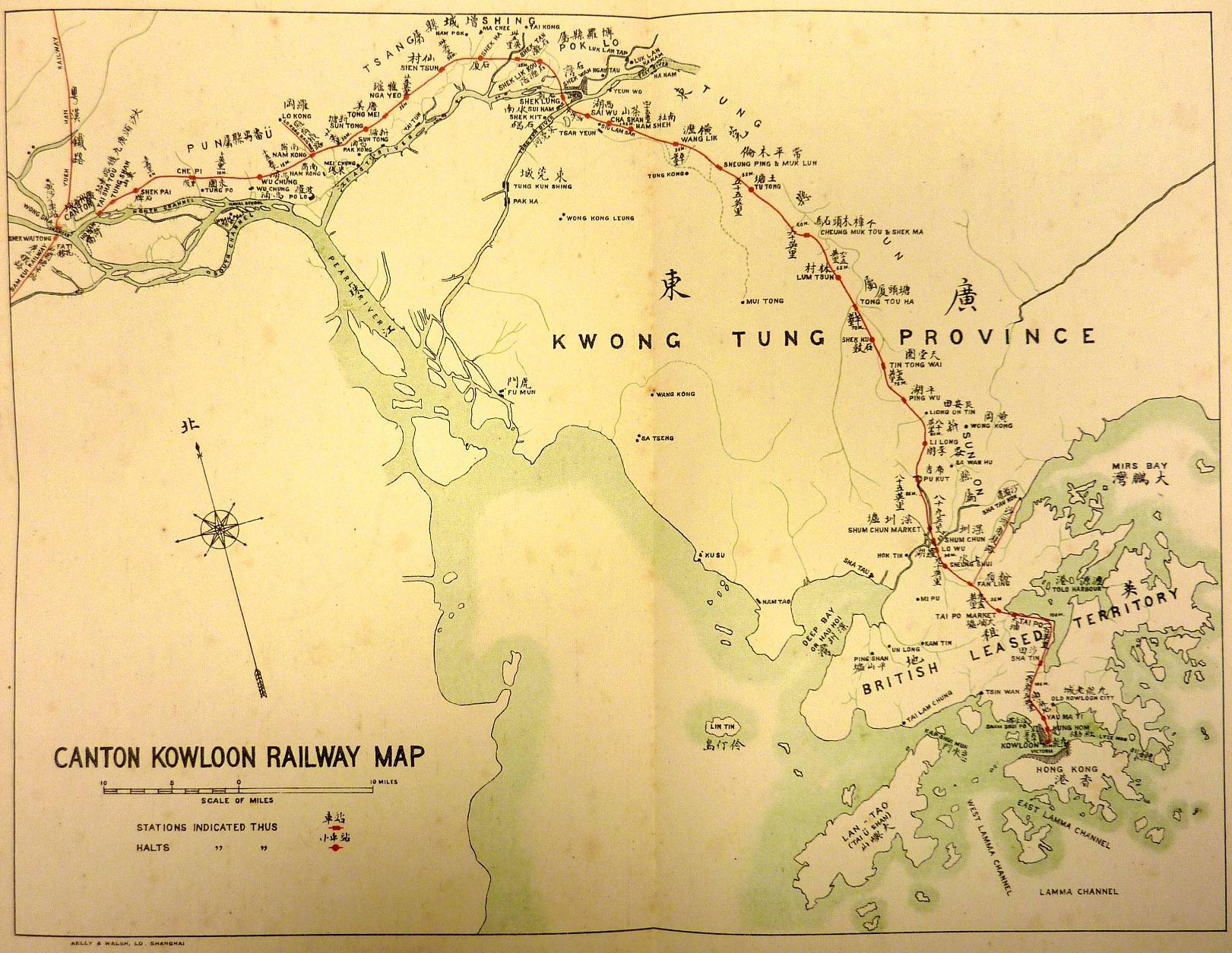
Финальный проект железной дороги, конец 19 века

Планы по строительству железной дороги, соединяющей Гонконг и материковый Китай, появились во второй половине 19 века. Они были связаны с растущей экспансией Великобритании в Китае и с желанием улучшить доставку грузов из материковых городов в глубоководный порт Гонконга. Первый проект был предложен в 1864 году сиром Роулендом Макдональдом Стефенсоном, известным британским инженером, проектировавшим железные дороги в Индии, при поддержке компании Jardine, Matheson & Co. Он предполагал соединение Калькутты в Британской Индии с Кантоном (Гуанчжоу) и Гонконгом, а также с Пекином. Но этот проект показался нереалистичным и неэффективным китайскому правительству и был отклонён.
В конце века Jardine, Matheson & Co и Hong Kong and Shanghai Bank создали совместное предприятие — British and Chinese Corporation, которое 28 марта 1899 года заключило предварительное соглашение по строительству Коулун-Кантонской железной дороги с администрацией Имперских китайских железных дорог (англ. Imperial Chinese Railway). Из-за многочисленных финансовых трудностей как у Великобритании, вызванных Англо-бурской войной и Ихэтуаньским восстанием, так и у Империи Цин, которая отдавала предпочтение Кантон-Ханькоуской и Шанхай-Нанкинской железным дорогам, начало строительство затягивалось.
К осени 1904 года Лондон и Гонконг пришли к соглашению, что строительство и эксплуатацию британской секции линии будет вести правительство колонии, а китайской — компания British and Chinese Corporation. По проекту британская секция Коулун-Кантонской железной дороги «Коулун — мост Лову» (англ. Kowloon — Lo Wu Bridge) была однопутной линией с европейской колеёй длиной 35,8 км с 9 станциями. Для неё было построено 5 тоннелей, 48 мостов и множество насыпей и выемок, потребовавших перемещения 2,6 млн м³ почвы. Китайская секция «мост Лову — Дашатоу (Кантон)» (англ. Lo Wu Bridge — Tai Sha Tou) также была однопутной линией длиной 147,3 км с 29 станциями.

### Строительство и эксплуатация (1905—1945)
После подписания финальных соглашений и одобрения окончательного маршрута земляные работы на британской секции начались в декабре 1905 года, а в мае 1906 началось строительство тоннеля Бикон-Хилл (в проекте — тоннель № 2) протяжённостью 2198 метров через гору Лайон-рок, на тот момент самого длинного в Китае. На работах в разное время было задействовано до 5000 человек. Они трудились в непростых условиях, так как для Гонконга того времени обычным делом были малярия, бери-бери и другие заболевания, характерные для субтропических стран и колоний. Строительство британской секции стоило 12,2 млн гонконгских долларов и завершилось в 1910 году, первый поезд отправился с временной станции в районе Чимсачёй в Коулуне 1 октября.

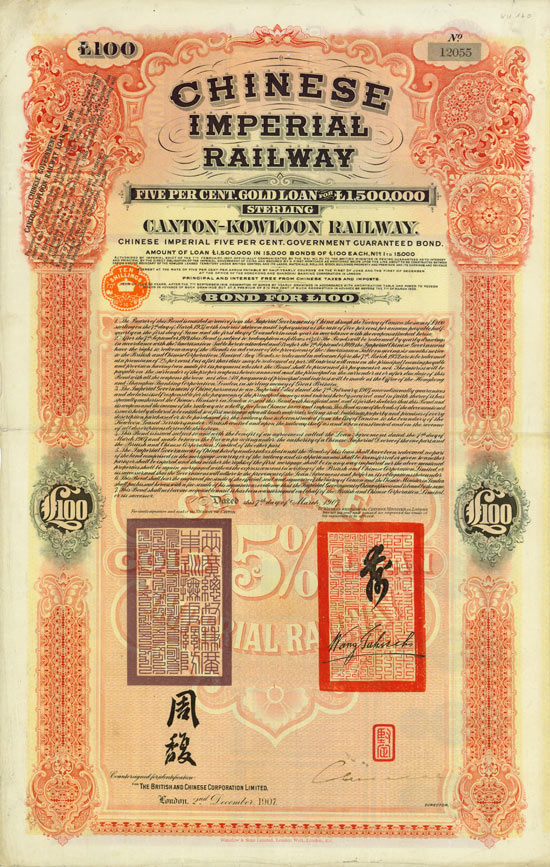
Бонд на 100 фунтов займа Имперской китайской железной дороги

Китайскую секцию начали строить после подписания 7 марта 1907 года кредитного соглашения и выпуске в Лондоне специальных облигаций. Торжественное открытие состоялось 5 октября 1911 года на станции Шэньчжэнь (англ. Shum Chum). Тогда же закрылась для пассажиров временная конечная станция Лову и были запущены поезда Коулун — Кантон — всего четыре пары поездов в день (один поезд курсировал только по британской секции).
К моменту открытия всей линии было только семь станций в Гонконге и 27 в материковом Китае. В 1911 году начинаются работы по строительству капитальной станции Коулун на отвоёванных у моря территориях взамен временной Чимсачёй. Платформы станции были открыты в апреле 1914 года, а здание вокзала было открыто 28 марта 1916 года. В 1913 добавилась остановка Сёнсёй и было построено здание станции Тайпоу-маркет, в котором сегодня находится железнодорожный музей. В 1921 году открыта станция Чекунмиу (англ. Che Kung Miu; сегодня Тайвай).
В 1923—1926 годах сообщение между республикой и колонией многократно прерывалось из-за диверсий во время гражданской войны в Китае. В начале 1930-х годов были произведены ремонт модернизация железной дороги, которые позволили уменьшить время в пути между конечными пунктами с 5,5 до менее чем 3 часов. Но уже 21 октября 1938 года трансграничное сообщение была прервано из-за успешного наступления японский войск на Кантон (Гуанчжоу) во время Японо-китайской войны; для защиты колонии в конце августа 1939 года был разобран мост Лову.
До начала вторжения Японии в Гонконг сохранялось движение поездов по британскому участку железной дороги. 8 декабря 1941 одновременно с атакой на Перл-Харбор началась операция по захвату Гонконга. Под натиском успешного наступления японцев отступавшие британские войска были вынуждены взорвать несколько железнодорожных мостов и тоннели у станции Тайпо и Бикон-Хилл. К 13 декабря 1941 года Новые Территории и Коулун (Цзюлун) вместе с разрушенной Коулун-Кантонской железной дорогой полностью были захвачены японскими войсками, а 25 декабря колония капитулировала. Пока она была под властью Японской империи, железную дорогу запустили и практически не эксплуатировали, а подвижной состав был отправлен в оккупированный материковый Китай.

### Послевоенный период (1945—1983)
15 декабря 1945 японская имперская администрация Гонконга капитулировала и передала город британскому королевскому военно-морскому флоту, после чего на железной дороге начались активные восстановительные работы. Первый поезд отправился из Коулуна 29 сентября 1945 года, а 1 мая 1946 года железная дорога передана вернувшемуся гражданскому правительству Гонконга. Тогда по линии уже ходили 8 поездов в день между станциями Коулун и Самчань (Шэньчжэнь).
14 октября 1949 года после провозглашения Китайской Народной Республики захвата коммунистами Кантона трансграничное сообщение снова было остановлено. Была вновь открыта станция Лову с таможней и пунктом пропуска, которая стала конечной на следующие 30 лет.

## Линии

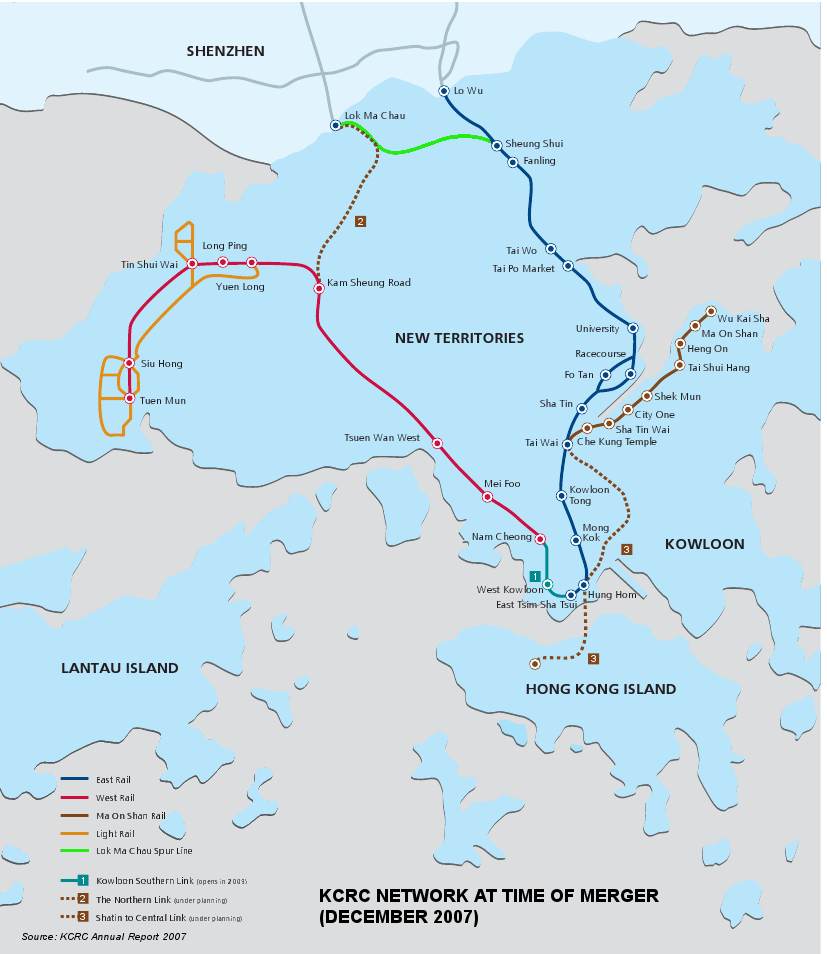
Схема линий Коулун−кантонской железной дороги, 2007 год

В таблице перечислены линии в составе KCR на момент их передачи в состав Гонконгского метрополитена 2 декабря 2007 года.
| Название                                        | Год открытия | Длина, км | Станций | Примечание                                                                  |
| ----------------------------------------------- | ------------ | --------- | ------- | --------------------------------------------------------------------------- |
| Восточная линия KCR East Rail                   | 1910         | 41,1      | 14      | исторически открыта как британская секция Коулун-Кантонской железной дороги |
| Западная линия KCR West Rail                    | 2003         | 35,4      | 11      |                                                                             |
| Линия Маоньсань KCR Ma On Shan Rail             | 2004         | 11,4      | 9       |                                                                             |
| Всего:                                          | Всего:       | 87,9      | 34      |                                                                             |
| Легкорельсовый транспорт                        |              |           |         |                                                                             |
| Сеть легкорельсового транспорта KCRC Light Rail | 1988         | 36,2      | 68      | состоит из 12 маршрутов                                                     |